# Yakuza sumatrana
Yakuza sumatrana är en insektsart som beskrevs av Irena Dworakowska 2002. Yakuza sumatrana ingår i släktet Yakuza och familjen dvärgstritar. Inga underarter finns listade i Catalogue of Life.